# 神明社 (世田谷区祖師谷)
神明社（しんめいしゃ）は、東京都世田谷区の神社。

## 歴史
創建年代は不明である。喜多見氷川神社が所有する当社の由緒によれば、新田義興・義宗兄弟が当社で戦勝祈願したという。
1873年（明治6年）、近代社格制度における「村社」となり、1908年（明治41年）に会計法適用神社となっている。
1910年（明治43年）に近くの熊野神社を合祀している。

## 交通アクセス
- 祖師ヶ谷大蔵駅より徒歩12分。